# Pipe Rolls

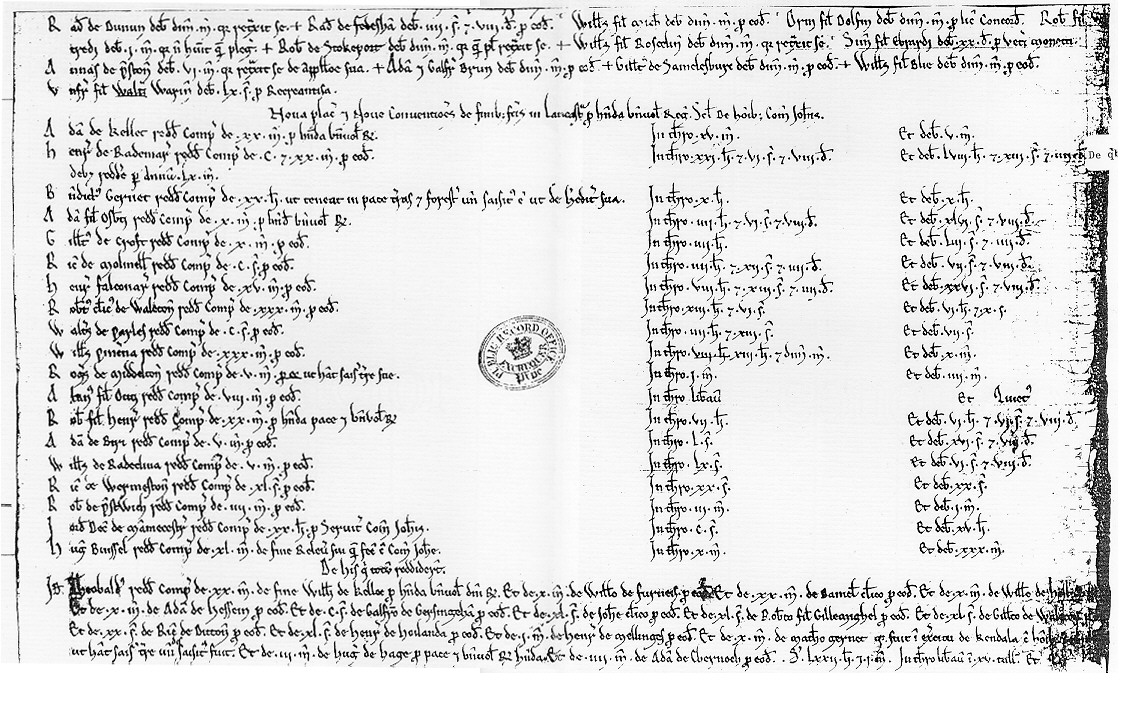
Pipe roll von 1194

Die Pipe Rolls, manchmal auch Great rolls sind Steuerunterlagen der englischen und britischen Regierung. Sie reichen weitgehend vollständig vom Jahr 1156 bis ins Jahr 1833 und sind aufgrund ihrer Kontinuität und Vollständigkeit eine der wichtigsten Quellen für die Sozialgeschichte des Mittelalters. Auf Pergamentrollen wurden die Rechenschaftsberichte der Sheriffs, nach Grafschaften (county) geordnet, protokolliert, die mündlich zweimal im Jahr, an Ostern und zu Michaeli, in Verbindung mit den Zahlungen vor dem Exchequer vorgetragen wurden. Bis 1733 erfolgten die Aufzeichnungen in Latein, von da an wurden sie in Englisch geführt, das bereits um 1650 kurzzeitig Anwendung gefunden hatte.
Die Pipe Rolls entstanden zusammen mit dem Domesday Book im Rahmen der Zentralisierung der englischen Finanzverwaltung unter den normannischen Eroberern. Das älteste erhaltene Dokument stammt von 1130 und zeigt ein bereits etabliertes Verfahren. Durchgehend erhalten sind die Pipe Rolls seit 1155. Sie dienten der Kontrolle der lokalen Steuereinnehmer durch eine zentrale Finanzverwaltung. Die Pipe Rolls für die Normandie, die bis 1205 unter englischer Herrschaft stand, sind nur vereinzelt erhalten.
Als Quelle in den Geschichtswissenschaften sind sie von besonderer Bedeutung, da sie nicht nur die Einnahmen des englischen Königs verzeichnen, sondern auch die Ausgaben der Steuereinnehmer, die diese von den Einnahmen abziehen durften. Sie erlauben einen Einblick in die Institutionen und Organe der lokalen Verwaltung. Sie geben ebenso ein umfassendes Bild vom Verwaltungsalltag des Mittelalters und erlauben einen detaillierten Einblick in die Entwicklung und Formung des englischen Staates im Mittelalter.
Im Bestand des Public Record Office, jetzt Teil von The National Archives in Kew, bilden sie die Serie E 372. Für die Veröffentlichung dieser englischen Finanzakten gründete das PRO im Jahre 1883 die Pipe Roll Society, die die Weiterführung der Editionen bis 1350 plant.